# Michaelskirche (Elberfeld)

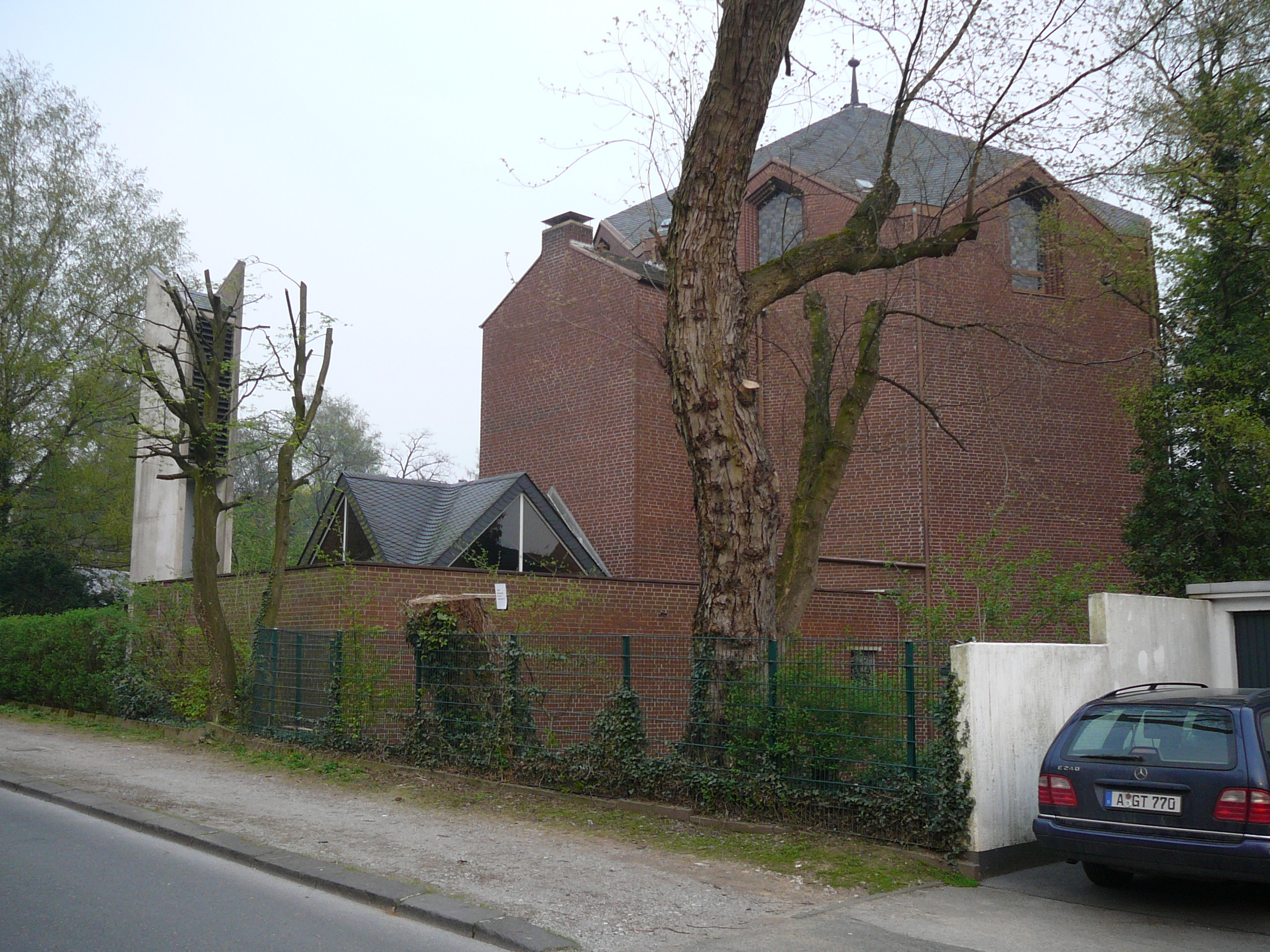
Die verwahrloste Michaelskirche im April 2009

Die Michaelskirche war eine evangelische Kirche am Brill im Wuppertaler Stadtteil Elberfeld.

## Geschichte

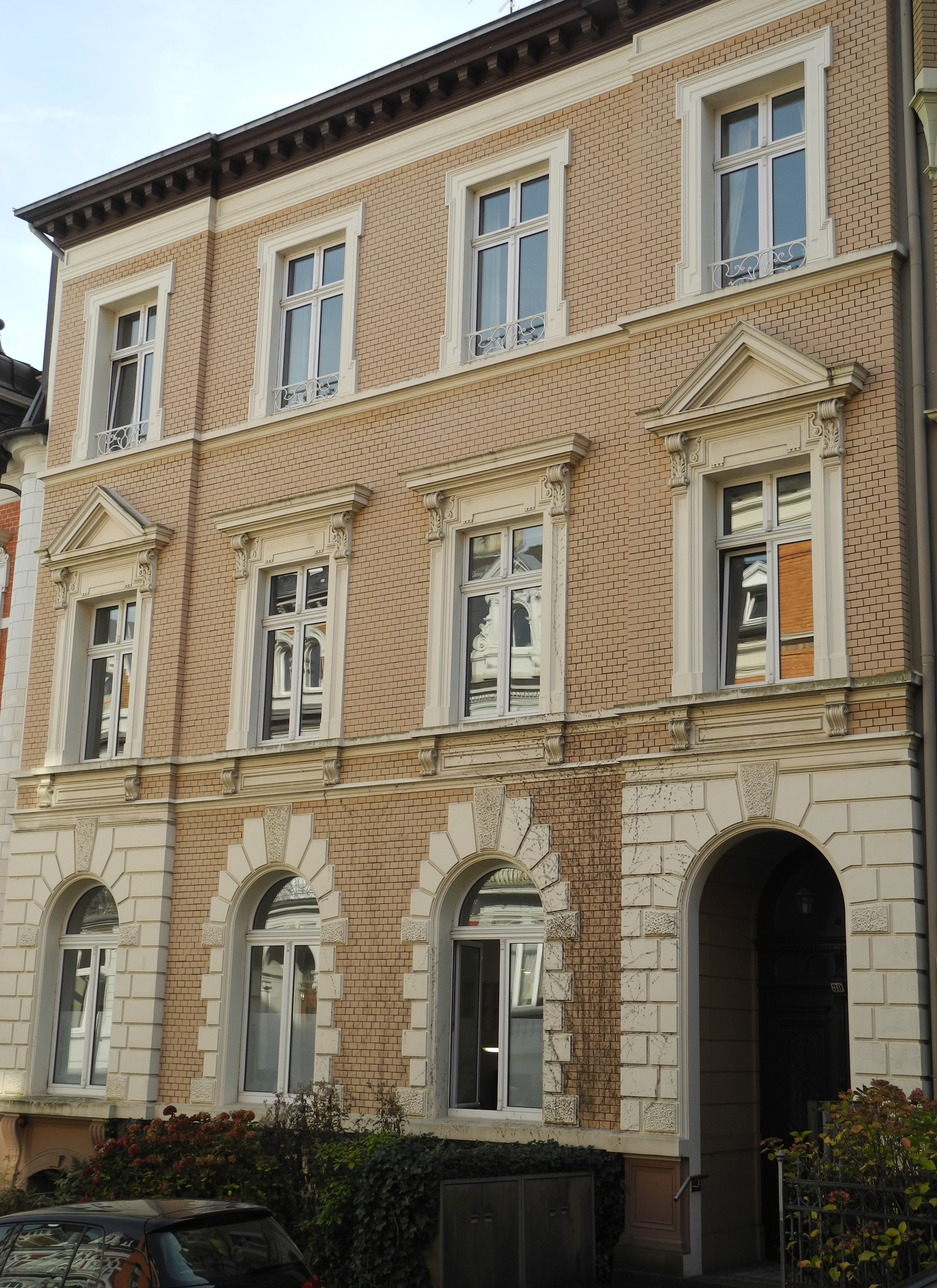
Das Haus Roonstraße 39 beherbergte ab 1895 den Kirchsaal Roonstraße.

Im späten 19. Jahrhundert kam mit Entstehung des Villenviertels am Brill der Wunsch der dort wohnhaften Protestanten nach einer Gottesdienststätte auf. Die überwiegend lutherischen Einwohner wurden von der Lutherischen Kirchengemeinde Elberfeld betreut und waren Teil des Richtung Norden erweiterten Gemeindebezirks Trinitatiskirche. Erste Gottesdienste wurden ab 1895 in einem eigens dazu errichteten Kirchsaal in einem Wohnhaus an der Roonstraße 39 abgehalten, die seelsorgerische Arbeit übernahmen die Pfarrer der Trinitatiskirche in Zusammenarbeit mit der Reformierten Gemeinde Elberfeld.
Nach dem Zweiten Weltkrieg nahm die Einwohnerzahl am Brill durch neue Bebauungsprojekte erneut stark zu, weswegen sich der Kirchsaal Roonstraße Ende der Sechzigerjahre als zu klein erwies. Die nunmehr für den Brill verantwortliche Evangelisch-lutherische Auferstehungskirchengemeinde beschloss die Aufgabe des Kirchsaals zugunsten eines neu zu errichtenden Gotteshauses im Viertel. Mit der Planung der neuen Kirche wurde der Trierer Architekt Heinrich Otto Vogel beauftragt, die Bauleitung übernahm der Elberfelder Architekt Hellmuth Strasmann. Die Grundsteinlegung für die Kirche fand am 19. Februar 1967 statt, ein Jahr später konnte die Kirche am 4. Februar 1968 eingeweiht werden. Zeitgleich entstand auf der gegenüberliegenden Seite des Grundstücks ein großzügig angelegtes Gemeindezentrum als Ergänzung zu den Gemeinderäumen unter der Kirche, welches bis heute als Kurrende-Heim Heimat der Wuppertaler Kurrende ist. Das Haus Roonstraße 39 wurde als Gottesdienststätte aufgegeben und noch bis 2015 als Gemeindesaal benutzt. Eine erste, 1740 gegossene Bronzeglocke mit dem Schlagton h' wurde 1968 als Leihglocke von der Eifeler Glockengießerei in Brockscheid geliefert und in einem freistehenden, ebenerdigen Glockenstuhl aufgehängt.
Zum 1. Januar 1981 wurde die Evangelisch-lutherische Auferstehungskirchengemeinde aufgelöst und die Bezirke neu geordnet, die Michaelskirche kam zusammen mit der Neuen Kirche, der Trinitatiskirche und der Stephanuskirche zur neuen Evangelischen Kirchengemeinde Elberfeld-West. 1986 wird für die Glocke ein neuer Glockenträger aus Sichtbeton-Fertigteilen errichtet, welcher 1996 mit neuen Glocken der Eifeler Glockengießerei ausgestattet wird. Die beiden neuen Glocken mit den Schlagtönen h' und cis" wurden bereits ein Jahr zuvor gegossen, die Leihglocke wurde an die Gießerei zurückgegeben.
Bedingt durch den starken Mitgliederschwund der Gemeinde entschloss sich das Presbyterium Elberfeld-West 2006 auch aufgrund der Nähe zur Neuen Reformierten Kirche zur Aufgabe der Michaelskirche. Nach Schließung der Dorpkirche 1981, der Stephanuskirche 1997, der Trinitatiskirche 1999 und der Containerkirche am Eskesberg 2001 war die Michaelskirche neben der Neuen Reformierten Kirche die letzte verbliebene Kirche der Gemeinde und die letzte Evangelische Kirche im Herzen des Stadtbezirks Elberfeld-West. 2006 fand der letzte Gottesdienst in der Kirche statt, welche allerdings anschließend noch zehn Jahre ungenutzt verwahrloste. Mangels geeigneter Ideen für die Weiternutzung des Gebäudes und Änderungen im Bebauungsplan Funckstraße konnte die Kirche erst 2016 abgerissen werden, damit auf dem Gelände der Kirche der Neubau des angrenzenden Evangelischen Kindergartens Mozartstraße errichtet werden konnte. Die überlebensgroße Christusfigur im Kirchsaal konnte mangels Interessenten von der Gemeinde allerdings nicht vor dem Abriss bewahrt werden. Die Glocken wurden an die katholische Kirchengemeinde im polnischen Nakło Śląskie bei Świerklaniec verkauft und dort am 4. April 2017 aufgehängt. Der Kindergartenneubau, welcher sich nunmehr Kindergarten Beethovenstraße nennt, konnte Mitte 2017 bezogen werden.

## Baubeschreibung

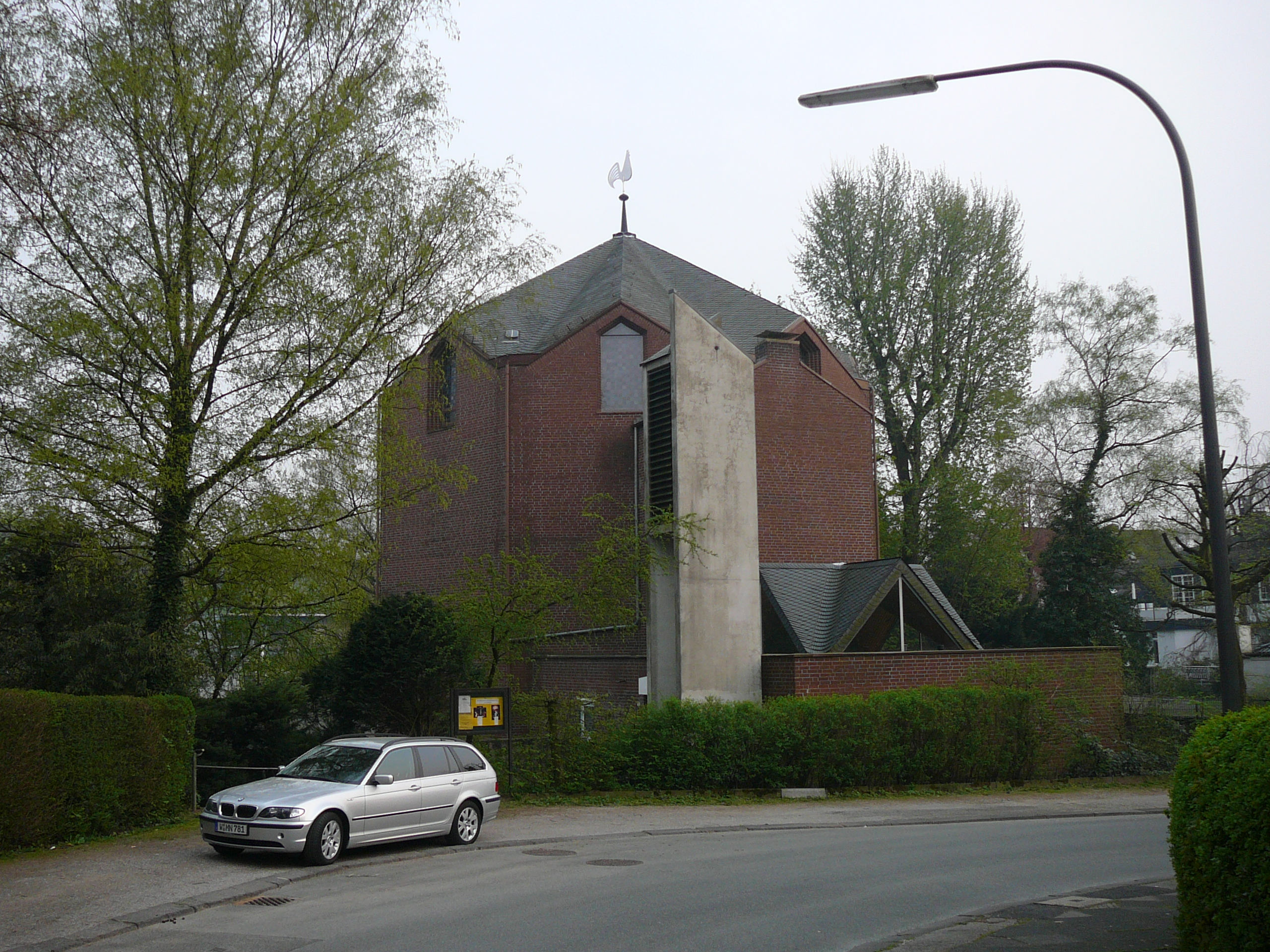
Ansicht von Norden

Die Kirche war eine einfache Saalkirche im Stil der Moderne. Der Kirchsaal bestand aus einem einfachen Oktogon mit vorgelagertem Atrium, dessen Zeltdach mit Schiefer verkleidet wurde. Auf der Spitze des Oktogons war ein anderthalb Meter hoher Hahn montiert, welcher sich heute in der Musikalienhandlung in der ehemaligen Trinitatiskirche befindet. Die Außenflächen des Baus waren vollständig verklinkert, wohingegen der Innenraum mit Kalksandstein verblendet wurde. Einen Kontrast zum Kalksandstein setzten die Säulen aus Sichtbeton, welche unverkleidet blieben. Der Altar der Kirche wurde nach einem Entwurf Eugen Kellers gestaltet und aus Gauinger Muschelkalk angefertigt, der Taufstein aus Riedlinger Kalkstein. Ebenfalls von Eugen Keller stammte die überlebensgroße Christusfigur an der Altarwand mit insgesamt vier Metern Höhe, welche mangels Interessenten mit der Kirche zusammen abgerissen wurde. Umgeben war die Tonfigur von den Zeichen der vier Evangelisten.
Aufgrund der Hanglage der Kirche waren die Gemeinderäume im Untergeschoss von der Mozartstraße her ebenerdig betretbar, der Kirchsaal über das Atrium von der Beethovenstraße her. Der Glockenturm der Kirche befand sich am nördlichen Grundstücksende und war aus Fertigteilen aus Sichtbeton erbaut, womit sie sich deutlich vom verklinkerten Kirchenbau mit Schieferdach absetzten.

## Orgeln

### Teschemacher-Orgel
Die um 1780 von Jacob Engelbert Teschemacher angefertigte erste Orgel wurde höchstwahrscheinlich von seinem Schüler Johann Gerhard Schrey vollendet und befand sich bis 1895 in der Schule am Thomashof, die weitere Vorgeschichte ist unbekannt. Anschließend wurde das Instrument in den neuen Kirchsaal Roonstraße versetzt und dort 1965 von Georg Stahlhuth umfassend restauriert, wobei ein Schalmeyregister ergänzt wurde und die historische Substanz des Instrumentes unangetastet blieb. Nach Schließung der Kirche wurde die Orgel im Gottesdienstsaal der Neuen Reformierten Kirche aufgestellt, wird dort aber nur selten genutzt. Das Manual hat teils geteilte Register bei h/c1, das Pedal ist angehängt.
| Manual C–f3 |                 |    |
| 1.          | Bordun B/D      | 8′ |
| 2.          | Quintadena D    | 8′ |
| 3.          | Unda maris D    | 8′ |
| 4.          | Violin D        | 8' |
| 5.          | Principal       | 4′ |
| 6.          | Nachthorn       | 4′ |
| 7.          | Flauto traverso | 4' |
| 9.          | Octava          | 2′ |
| 8.          | Flauto douce    | 2′ |
| 10.         | Schalmey B/D    | 8′ |

| Pedal C–g0 |
| angehängt  |

### Bosch-Positiv
1982 übernahm man aus der geschlossenen Dorpkirche ein 1968 erbautes Positiv von Werner Bosch Orgelbau, welches an der Dorpkirche das erste Mal am 12. Dezember 1968 gespielt wurde. Es handelt sich dabei um das Meisterstück von Wolfgang Bosch, dem Sohn des Firmengründers. Eingesetzt wurde das Positiv in der Michaelskirche allerdings nur selten.
| Manual C– |               |       |
| 1.        | Gedackt       | 8′    |
| 2.        | Principal     | 4′    |
| 3.        | Nachthorn     | 2′    |
| 4.        | Mixtur III–IV | 1 ⁄3′ |

| Pedal C–  |
| angehängt |